# Severskoye
Severskoye (azerbajdzjanska: Fətəlikənd) är en ort i Azerbajdzjan.   Den ligger i distriktet Saatlı Rayonu, i den sydöstra delen av landet, 130 km väster om huvudstaden Baku. Antalet invånare är 2 944.
Terrängen runt Severskoye är mycket platt. Runt Severskoye är det ganska tätbefolkat, med 72 invånare per kvadratkilometer.. Närmaste större samhälle är Saatlı, 17,2 km väster om Severskoye.
Trakten runt Severskoye består till största delen av jordbruksmark.